# Meliphaga lewinii
El mielero de Lewin o melífago de Lewin (Meliphaga lewinii) es una especie de ave paseriforme de la familia Meliphagidae propia del este de Australia.

## Subespecies
- Meliphaga lewinii amphochlora
- Meliphaga lewinii lewinii
- Meliphaga lewinii mab
- Meliphaga lewinii nea